# Río Yavarí-Mirín
El río Yavarí-Mirín, también conocido como Yavarí Chico (en portugués: rio Javari-Mirim) un río afluente del río Yavarí, es de menor envergadura y de aguas menos caudalosas. En el tercio medio de su recorrido se encuentra la Comunidad Nueva Esperanza. En sus aguas se puede encontrar una amplia variedad de peces y delfines, según la época del año.

## Cuenca del Yavarí-Mirin
La cuenca del Yavarí Mirín, integrada por grandes extensiones de bosques de selva baja, es uno de los pocos lugares donde aún habitan comunidades alejadas de depredadores. Según GEO Andino 2003 Perspectivas del medio ambiente, los procesos ecológicos naturales que aquí se mantienen son de una abundancia biológica posicionada entre las más altas del mundo. Entre las numerosas especies de flora y fauna que se han llegado a clasificar existe una vasta cantidad amenazada o en vías de extinción.

## Flora y Fauna
Los estudios de la fauna realizados en el valle Yavarí y la cuenca del río Yavarí Mirín muestran un registro de hasta 301 especies de peces. Entre ellas está el paiche, de gran valor comercial, y la doncella. Ambas especies son víctimas de la pesca desmesurada en varios lugares de la Amazonia.
En lo que respecta a las aves, se estima la existencia de unas 550 especies (emigrantes australes, boreales e intra tropicales). Su caza y comercialización en la zona ha colocado algunas bajo la clasificación de "especies en peligro de extinción." Entre éstas se encuentra el loro de abanico, el tororoi, el águila crestada (Morphnus guianensis) y el amenazado piurí (Crax globulosa).
En el valle del Yavarí y la cuenca del río Yavarí Mirín también habitan animales de difícil observación debido a su rareza. Entre las 76 especies de anfibios y 40 especies de reptiles identificados, se cuentan la culebra coral de dos colores no venenosa y una nueva especie de Hylidae, negro salpicado con manchas amarillas y blancas.
Entre los mamíferos de la zona han sido 50 las especies registradas. Entre ellas, el mono guapo colorao, el poco conocido perro de orejas cortas, el tapir, el lobo de río y el manatí. Todos en peligro de desaparecer.

## Reserva y Protección
La Wildlife Conservation Society (WCS/Perú) y el Durrell Institute of Conservation and Ecology (DICE) de la Universidad de Kent, Inglaterra, liderado por el Dr. Richard Bodmer vienen estudiando el valle del Yavarí y la cuenca del Yavarí Mirín desde hace 15 años. Además, estas instituciones han aplicado técnicas de conservación en esta región con el apoyo de un grupo de conservacionistas y representantes de universidades e instituciones gubernamentales.
La acción principal de este trabajo conjunto ha sido evitar el impacto directo de la caza intensiva sobre la zona, de tal manera que la realidad socio-económica y política de la región no sea afectada. Se estableció en el Yavari Mirín un manejo comunal de la fauna silvestre dentro de la nueva área protegida concesionada para la conservación.
Esta iniciativa fue totalmente apoyada por las comunidades aisladas que reciben pocos beneficios del gobierno. Debido a sus carencias, ellos mismos mostraron interés en manejar la fauna silvestre para asegurar los derechos de tenencia de tierra. El manejo comunal del valle del Yavarí y Yavarí Mirín permitirá a su propia gente establecer áreas sin caza, completamente protegidas y compatibles con las áreas donde la caza sí está permitida bajo estrategias de uso sostenible de carne de monte.
Lily Rodríguez, Doctora en Biología del Centro de Conservación, Investigación y Manejo de Áreas Naturales, considera que las principales amenazas para la creación de esta área protegida son las propuestas de empresas madereras que buscan la concesión del terreno para extraer los recursos forestales. Las zonas más pedidas son al norte del valle del Yavarí, a lo largo del río Esperanza y el bajo Yavarí Mirín. Al mismo tiempo, algunas comunidades del bajo Yavarí contemplan la posibilidad de migrar hacia las zonas no ocupadas del Yavarí Mirín.
La titulación de esta reserva, nos dice Rodríguez, depende de la voluntad política y el escenario político. Por esto, estaremos en calidad de propuesta para zona reservada por un tiempo. La protección o depredación del valle Yavarí y la cuenca del río Yavarí Mirín dependen de los intereses y la conciencia de los gobernantes del país.

## Economía y Comercio
El poblador rural de la zona depende de los recursos alimenticios que le provee la cuenca del río Yavarí Mirín para desarrollarse social y económicamente. Se estima que alrededor de 113,000 mamíferos son cazados al año. Esto equivale a un valor de $1,132,000, según el Expediente Técnico para el Establecimiento de la Zona Reservada del Yavarí, presentado al INRENA este año 2003 por el Centro de Conservación, Investigación y Manejo de Áreas Naturales. 
La extracción de carne de monte en esta zona debe ser manejada en forma sostenible. Si llegara a agotarse, habría consecuencias negativas para la economía rural. En otras palabras, para mantener este beneficio que brinda el valle de Yavarí y la cuenca del Yavarí Mirín es necesario establecer un sistema de regulación que evite la escasez de los animales de caza.
La necesidad de establecer un control de caza no es la única razón para proponer la conservación. Esta zona posee una alta diversidad biológica, en la cual se encuentra principalmente tres tipos de bosque: Bosque de altura o tierra firme, bosque de bajial o várzea y bosque de aguajal. Además, comprende tres zonas de vida.

## Depredación
Los bosques del Yavarí-Mirin es uno de los pocos lugares que aún mantiene poblaciones saludables de grandes mamíferos amazónicos. También es rico en pequeños mamíferos, aves, reptiles, anfibios, peces y un amplio rango de invertebrados. En pocas palabras, es un paraíso biológico.
Pero la deforestación tanto legal como ilegal y la caza indiscriminada viene haciendo estragos en esta zona del departamento de Loreto
- Datos: Q35446448